# Il figlio del Dottor Jekyll
Il figlio del Dottor Jekyll (The Son of Dr. Jekyll) è un film horror del 1951 per la regia di Seymour Friedman con Louis Hayward, Jody Lawrance, Lester Matthews e Alexander Knox. Lo sceneggiatore e produttore Jack Pollexfen ha ideato la continuazione del celebre romanzo di Robert Louis Stevenson, Lo strano caso del dottor Jekyll e del signor Hyde, della quale ha sceneggiato anche una versione con una protagonista al femminile dal titolo La figlia del dr. Jekyll, uscita nel 1957 con protagonista Gloria Talbott.

## Trama
Il film inizia con un prologo ambientato nel 1860, quando Mr. Hyde viene ricercato per aver assassinato sua moglie. Dopo aver trovato rifugio nel laboratorio del Dottor Jekyll, ingurgita una pozione che lo rende simile al dottore, sfortunatamente una folla inferocita ha già raggiunto la casa che mette a ferro e fuoco, Hyde cerca rifugio all'ultimo piano della casa ma è costretto a lanciarsi dalla finestra rovinando al suolo, e prima di morire si trasforma nel Dottor Jekyll.

Il dottor John Utterson e il Dottor Lanyon, personaggi originari del romanzo di Stevenson, piangono la perdita del loro amico Jekyll, ma presto l'Ispettore Stoddard rivela ai due che Hyde aveva un figlio trovato nel luogo del suo ultimo omicidio. Utterson si offre di adottare il bambino dal momento che con sua moglie non sono riusciti ad avere figli.

Una volta cresciuto e diventato trentenne, Edward Jekyll, si fidanza con la nipote di Utterson, Lynn e diventa un promettente studente presso l'Accademia Reale di Scienze. Tuttavia, a causa della spregiudicatezza delle sue convinzione e dei suoi metodi, Edward viene espulso e, quando diventa erede della magione di suo padre, verrà a conoscenza di essere figlio del Dottor Jekyll dal Dottor Lanyon che gli rivela anche la tragica morte del padre.

Edward e Lynn si spostano nella magione del padre per i preparativi del matrimonio, ma, a causa della cattiva accoglienza del vicinato, cominciano a sospettare che il precedente proprietario avesse un passato piuttosto oscuro. Dopo aver scoperto il laboratorio del padre, Edward si dedica a eseguire esperimenti e ricerche per riabilitare il nome di suo padre. Per questo motivo assume Michaels, vecchio assistente del padre, ma dopo aver testato la sua prima formula su sé stesso, appare nuovamente Mr. Hyde che compie diversi omicidi nel quartiere. Edward viene accusato dei delitti e, reputato insano di mente, viene trasferito nel sanatorio del Dottor Lanyon, nel quale continuano tuttavia i delitti. Solo alla fine si scoprirà che il responsabile è lo stesso Lanyon che ha alterato gli appunti di Edward e le sue formule chimiche per eliminarlo ed impadronirsi della magione del Dottor Jekyll.